# Attentats de 2024 au Daghestan
Les attentats de 2024 au Daghestan sont des attaques terroristes islamistes perpétrées le 23 juin 2024 de façon presque simultanée et apparemment coordonnée dans deux villes du sujet fédéral russe du Daghestan dans la Ciscaucasie,. Une synagogue et deux églises orthodoxes orientales sont attaquées à Derbent et une synagogue et un poste de police routière sont attaqués simultanément à Makhatchkala. Les terroristes utilisent des fusils, des armes automatiques et des cocktails Molotov,.
Le chef de la république du Daghestan, Sergueï Melikov, déclare que quinze policiers, un prêtre et plusieurs civils ont été tués, ainsi qu'au moins cinq terroristes,.

## Contexte
La région russe de Ciscaucasie est en proie à des conflits depuis les années 1990. Cette région majoritairement peuplée de musulmans a connu deux guerres importantes impliquant la république séparatiste de Tchétchénie de 1994 à 2000. Après la seconde guerre de Tchétchénie, une série d'attaques terroristes et d'affrontements entre les forces russes et islamistes se sont poursuivis dans les années 2010. Depuis 2017, la Ciscaucasie connaît une résurgence de la violence, attribuée à l'État islamique. En 2015, le groupe a annoncé qu'il avait établi une « franchise » dans le Caucase du Nord.
Depuis le déclenchement de la guerre à Gaza en octobre 2023, la communauté juive de Russie est confrontée à des menaces de violence croissantes. Les 28 et 29 octobre de la même année, plusieurs émeutes antisémites ont éclaté dans les régions à majorité musulmane de Ciscaucasie, notamment au Daghestan. En mars 2024, un attentat dans une salle de concert de Moscou fait 145 morts. Il s'agit de l'attentat le plus meurtrier en Russie depuis deux décennies, revendiqué par l'État islamique au Khorassan (EI-K).

## Déroulement

### À Derbent
Dans la soirée du 23 juin 2024, la chaîne Telegram Baza rapporte qu'une attaque a eu lieu contre l'église orthodoxe de l'Intercession de la Sainte-Vierge dans la rue Lénine, à Derbent. Selon la chaîne, des témoins oculaires rapportent que des coups de feu ont été entendus et que de la fumée est visible dans la zone de l'église. L'ensemble des forces de police de Derbent sont mises en état d'alerte. Selon la branche daghestanaise du ministère russe de l'Intérieur, vers 18 h locale, une église orthodoxe et une synagogue essuient des tirs à l'arme automatique. Les criminels prennent la fuite à bord d'une Volkswagen Polo blanche. Des chaînes Telegram diffusent des vidéos montrant des voitures de police prises pour cible et une synagogue en feu. Le ministère israélien des Affaires étrangères indique que la synagogue a été « réduite en cendres »,.
Les assaillants auraient égorgé un prêtre de 66 ans. Cette information n'est pas confirmée et, d'après sa veuve, il aurait plutôt été tué d'une balle dans la tête par Gadzhimurad Kagirov.

### À Makhatchkala
Presque simultanément, un incendie a lieu dans une synagogue de la rue Ermochkina à Makhatchkala. Comme le montre la vidéo de la scène, de la fumée s'échappe des fenêtres du troisième étage de la synagogue. Le ministère de l'Intérieur confirme également que, parallèlement aux actions en cours à Derbent, des assaillants inconnus attaquent également la capitale régionale, tirant sur un poste de la police de la circulation. À Makhatchkala comme à Derbent, le plan « Interception » est mis en œuvre. Une vidéo en provenance de Makhatchkala montre des militants vêtus de noir qui tirent à la mitrailleuse sur des voitures de police qui passent.
Vers 19 h, heure locale, le ministère de l'Intérieur met en ligne une vidéo montrant les assaillants tirant sur des policiers dans la rue Magomedgadjiev à Makhatchkala. Les visages de plusieurs militants sont clairement visibles sur la vidéo.

### À Sergokala
Sur la place centrale du village de Sergokala, des individus ouvrent le feu sur une voiture de police. L'un des policiers est blessé. D'après RBK, les policiers étaient venus chercher Magomed Omarov, le chef du raïon de Sergokala (en), alors qu'on venait d'apprendre que deux de ses fils et son neveu avaient été neutralisés pendant les attentats,,. En fait, seul son plus jeune fils, Osman, a participé à l'attentat de Makhatchkala. Son fils Adil, initialement présenté comme l'un des terroristes, a été libéré de sa détention administrative le mois suivant avec quatre autres de ses frères,,,,. 

## Victimes
Selon les informations préliminaires du ministère de l'intérieur, cinq policiers sont tués lors d'une fusillade avec les assaillants, et neuf autres blessés. Baza écrit en outre qu'« un civil de la synagogue » de Derbent a également été tué. Le président de la Commission de surveillance publique du Daghestan, Chamil Khadoulaïev, écrit sur sa chaîne Telegram que, selon les informations qu'il a reçues, le père Nicolas (Nikolaï Kotelnikov) a été tué dans l'église orthodoxe de Derbent et qu'il a été égorgé. Le garde de sécurité de l'église, armé uniquement d'un pistolet à gaz, est abattu.

## Auteurs

### À Makhatchkala
- Osman Omarov - Né le 11 mars 1993, éleveur, propriétaire du café « Lemonade » à Izberbach, entrepreneur immobilier, employé de l'entreprise de construction « Rov-Stroy », fils du chef du raïon de Sergokala (en), installé en Turquie de 2022 à avril 2024[20],[21],[22] ;
- Abdusamad Amadziev - Né le 2 juin 1992, ancien employé de la filiale daghestanaise de Gazprom, neveu du chef du raïon de Sergokala[20],[23] ;
- Dalgat Daudov - Né le 13 décembre 1981, employé de l'entreprise de construction « Rov-Stroy »[20].

### À Derbent
- Ali Zakarigaev - Né le 14 août 1988, ancien élève de la faculté de droit du campus d'Izberbach de l'université d'État du Daghestan, homme politique du parti Russie juste, dont il a dirigé la branche du raïon de Sergokala jusqu'en 2021 et pour lequel il a concouru aux élections législatives daghestanaises la même année (ru), neveu du chef du raïon de Sergokala[20],[24] ;
- Gadzhimurad Kagirov - Né le 19 mars 1996, pratiquant d'arts martiaux mixtes (MMA), formé pendant plusieurs mois à l'Eagles MMA (en) de Khabib Nurmagomedov et élève de son père Abdulmanap (en), neveu de l'ancien maire de Makhatchkala, Moussa Moussaïev (ru)[25],[11].

## Réactions
Dans un communiqué publié sur Rocket.Chat, al-Azaim, le média semi-officiel de la province khorassanienne de Daech, déclare : « Notre récent appel ne nous a pas fait attendre longtemps Alhamdoulillah. Nos frères du Caucase nous font savoir qu'ils sont encore forts ; ils ont montré de quoi ils sont capables Allahou Akbar »,,. 
Le chef de la république du Daghestan, Sergueï Melikov, confirme que « ce soir, à Derbent et Makhatchkala, des inconnus ont tenté de déstabiliser la situation publique. Ils ont été confrontés à des policiers du Daghestan. Selon les premières informations, il y a des victimes parmi eux. Tous les services agissent conformément aux instructions. Le plan « Interception » a été annoncé. Les agresseurs sont en cours d'identification ».
Pour le président du parti Russie juste, Sergueï Mironov, les attentats sont une conséquence de « l'impunité » dont ont bénéficié les auteurs des émeutes antisémites d'octobre 2023 en Ciscaucasie. Selon Sergueï Melikov, un des terroristes est effectivement un ancien émeutier.
La découverte d'un niqab dans les affaires de Dalgat Daudov et l'hypothèse selon laquelle il prévoyait de l'utiliser pour s'enfuir servent de prétexte à l'interdiction temporaire de ce vêtement au Daghestan, qui est annoncée le 3 juillet 2024,. 

## Conséquences
L'agence antiterroriste russe a déclaré le 24 juin que l'« opération antiterroriste » lancée précédemment contre les auteurs de l'attentat avait pris fin après que cinq des assaillants ont été tués au Daghestan.
Melikov a publié sur sa chaîne Telegram une vidéo montrant les vestiges de la synagogue Kele-Numaz (en), qui a été presque entièrement détruite par l'incendie,.
Le gouvernement du Daghestan (ru) a décrété un deuil national de trois jours, du 24 au 26 juin, pour les personnes tuées dans l'attaque terroriste. Pendant ces jours de deuil, les drapeaux nationaux seront en berne dans l'ensemble du territoire de la République. Les institutions culturelles et les sociétés de télévision et de radio du Daghestan devront annuler tous leurs événements et programmes de divertissement.